# Nada van Nie
Nada van Nie (Amsterdam, 5 januari 1967) is een Nederlandse documentairemaakster, en voormalig presentatrice, actrice en zangeres.
Van Nie schrijft onder andere voor Top Santé. En sinds december 2008 voor het blad Femme. Vanaf 5 september 2009 schrijft Van Nie wekelijks voor de zaterdageditie van VROUW Telegraaf een column.

## Levensloop
Van Nie is de dochter van filmregisseur en producent René van Nie. Ze was leerling aan het Montessori Lyceum Amsterdam.
Ze was voor de eerste keer op de Nederlandse televisie te zien als punkmeisje Ankie in Zeg 'ns Aaa. Later presenteerde ze onder andere de programma's Blizz en Hollywood Boulevard (1992) bij de TROS. In 2004 presenteerde ze het succesvolle programma Mijn leven als voetbalvrouw. Magali Gorré, vrouw van voetballer Dean Gorré, heeft herhaaldelijk laten weten dat zij het programma bedacht heeft en dat Van Nie dit van haar zou hebben gestolen. Sinds 15 augustus 2005 presenteerde ze programma's bij SBS6 zoals Shownieuws, Hartenjagers, Volgens mamma, Geboren & Getogen en Lekker weg in Nederland.
Als actrice speelde zij in de films Honneponnetje (1988) en Intensive Care met onder anderen Koen Wauters en George Kennedy. Ze speelde ook een gastrol in de serie Baantjer. In 1989 speelde ze de dochter van Adèle Bloemendaal en Rijk de Gooyer in de televisieserie Beppie, uitgezonden door de AVRO. In 1989 probeerde ze tevens als zangeres door te breken. Haar single Don't need a heartache kreeg enige airplay, maar werd geen hit.
Van Nie besloot in 2017 een documentaire te maken over de Nederlandse zangeres Glennis Grace, Het Meisje Uit De Jordaan.
Ze was tot en met 2008 gehuwd met de voetballer Bryan Roy. Samen hebben ze een dochter en een zoon. In 2016 trouwde ze  met Frank Bakker.
Van Nie is ambassadeur van de Nederlandse organisatie MYBODY, die opkomt voor seksuele en reproductieve rechten van mensen wereldwijd.

## Televisie
Presenteren:
Avro:
- Donderslag (1989 samen met Marc Postelmans)

Tros:
- Blizz (1991) (samen met Marjon Keller)
- O, zit dat zo! (1991) (samen met Jan van de Craats)
- Tros Hollywood Boulevard (1991-1992) (samen met Tineke Verburg)
- Te land, ter zee en in de lucht (1992) (samen met Jack van Gelder)

Yorin:
- De Modepolitie (2003-2004) (samen met Patty Zomer)

SBS6:
- Mijn leven als voetbalvrouw (2004)
- Shownieuws (2005-2007)
- Volgens mamma (2005)
- Hartenjagers (2006)
- Geboren & Getogen (2007)
- Lekker weg in Nederland (2008) (samen met Geert Hoes)

RTL 4:
- 4ME (2010-2011) (samen met Geert Hoes en Chimène van Oosterhout)

Acteren:
- Zeg 'ns Aaa (gastrol: Ankie, 1982, VARA)
- Mijn idee (gastrol: Gast in het pension, 1985, NCRV)
- Auf Achse (gastrol: Mimi, 1985, ARD)
- Beppie (rol: Pips Leeflang, 1989, AVRO)
- Baantjer (gastrol: Anja Boekel, 2002, RTL 4)

## Films
- Honneponnetje (1988), rol: Honneponnetje
- Intensive Care (1991), rol: Amy

## Documentaires
- Het verboden woord over de overgang van Caroline Tensen (2021).
- Tot de dood ons scheidt over het leven van Marc de Hond (2020).
- Het Meisje Uit De Jordaan over het leven en de carrière van zangeres Glennis Grace (2018).